# AE Kifisia
Der AE Kifisia (griechisch Αθλητική Ένωση Κηφισιά) ist ein griechischer Fußballverein aus Kifisia. Er spielt in der höchsten Spielklasse des Landes, der Super League.

## Geschichte
Der Verein wurde 2012 nach der Fusion von AO Kifisia und AOK Elpidoforos gegründet. In der ersten Saison 2012/13 ersetzte der Verein den AO Elpidoforos in der damals viertklassigen Delta Ethniki und belegte den zweiten Platz. Nach der Neuorganisation schaffte der Verein den Sprung in die Gamma Ethniki. Nach zwei dritten Plätzen in den Jahren 2014 und 2015 sowie einem Neunten bzw. Elften in den Folgejahren, musste der Verein 2018 als Neunter von elf Teams absteigen.
In der darauffolgenden Spielzeit 2018/19 gewannen sie die Regionalmeisterschaft mit nur einer Niederlage in 30 Spielen und kehrten in die Gamma Ethniki zurück. Das Team beendete die Saison 2019/20 mit dem vierten Platz in der Gruppe 5. Die Liga wurde nach der Neuorganisation zur vierten Stufe. Im folgenden Jahr wurde das mit acht Punkten Sieger der Gruppe 7. Die Saison 2021/22 in der zweiten Liga wurde mit dem sechsten Platz in der Südgruppe beendet. Die Saison 2022/23 wurden sie Sieger der Südgruppe und stieg erstmals in die höchste griechische Liga auf. Als 13. und Vorletzter musste der Klub 2024 nach einem Jahr Erstklassigkeit wieder absteigen, erreichte jedoch in der folgenden Spielzeit 2024/25 erneut den Aufstieg.

## Stadion
Der Klub trägt seine Heimspiele im Michaelis Kritikopoulos Stadium mit einem Fassungsvermögen von 3205 Zuschauern aus.

## Erfolge
- Gewinn der Super League 2: 2022/23, 2024/25
- Gewinn der Gamma Ethniki: 2020/21